# Errotabarri
Sociedad Deportiva de Balonmano de Ermua Errotabarri (en vasco y, en su denominación oficial, Ermuko Errotabarri Eskubaloi Kirol Elkartea y, por su patrocinador principal Lauko Ermuko Errotobarri) es un club de balonmano femenino de la ciudad de Ermua (Vizcaya).

## Historia
Tras la desaparición en la temporada 2007 del antiguo Club Deportivo Ermua por problemas económicos, se funda el Errotabarri por algunos de los padres de las jugadoras de base de aquel equipo junto al Colegio Público Ongarai. El club inscribió a 3 equipos (2 cadetes y 1 infantil) en las ligas locales tras presentarse ante su afición el 29 de septiembre. Contó con un presupuesto de 32.000€ que salió, mayormente, de las cuotas de los socios y de las jugadoras además de una subvención municipal de 7.000€. En su primera temporada contó con Patricia Ortega como entrenadora. 
Se inscribe como club deportivo oficialmente en el Registro de Entidades Deportivas del Gobierno Vasco el 10 de septiembre de 2007 y en 2011 suben a la liga vasca.
En el 2013 crearon una escuela infantil, para niños de entre 5 y 7 años (pre-benjamines), para intentar captar a los más pequeños en edades tempranas ya que identificaron la falta de niños que jugaran al balonmano como uno de los déficit principales.
En la temporada 2014-2015 contó con la dirección técnica en la División de Honor Plata (la segunda categoría nacional de aquella época) del entrenador Imanol Álvarez que había conseguido, la temporada anterior, Liga, Copa de la Reina y Supercopa con el Balonmano Bera Bera. Fue la época de las jugadoras Anne Encina y Anne Erauskin, que llegaron a disputar el mundial con la selección española.
En 2018 ya contaban con 9 equipos (un equipo senior en División Honor Plata, otro senior en Liga Vasca, un juvenil en la Liga Vasca, un cadete en Liga Vasca y otros dos cadetes en Liga Bizkaia, además de 3 infantiles en liga escolar), 114 jugadoras, además de 38 personas en el cuerpo técnico. 
En 2020, la actual presidenta, Leire Álvarez Arruti sustituye a Olatz Bouzo, co-fundadora del club y presidenta durante los 13 años de vida del equipo.
En la temporada 2020-21 se anuncia el patrocinio por parte de la empresa de maquinaria Lauko.
Actualmente su equipo femenino senior juega en la División de Honor Plata y lo dirige Mikel Martín, que retornó al club tras dejar al Kukullaga y sustituye a Ander Blanco, que pasa a entrenar la base.
| Temporada | División                | Categoría | Posición | Notas                                                                        |
| --------- | ----------------------- | --------- | -------- | ---------------------------------------------------------------------------- |
| 2014-15   | División de Honor Plata | 2         |          |                                                                              |
| 2015-16   | División de Honor Plata | 2         |          |                                                                              |
| 2016-17   | División de Honor Plata | 2         |          |                                                                              |
| 2017-18   | División de Honor Plata | 2         |          |                                                                              |
| 2018-19   | División de Honor Plata | 2         |          |                                                                              |
| 2019-20   | División de Honor Plata | 2         | 5º       |                                                                              |
| 2020-21   | División de Honor Plata | 2         | 4º       |                                                                              |
| 2021-22   | División de Honor Plata | 2         | 7º       |                                                                              |
| 2022-23   | División de Honor Plata | 3         | 8º       | Tras la aparición de la DH Oro el equipo sale en la División de Honor Plata. |
| 2023-24   | División de Honor Plata | 3         | 3º       |                                                                              |

## Galardones
En 2010 se le otorgó la bandera de la ciudad de Ermua.